# San Francisco Bay Ferry

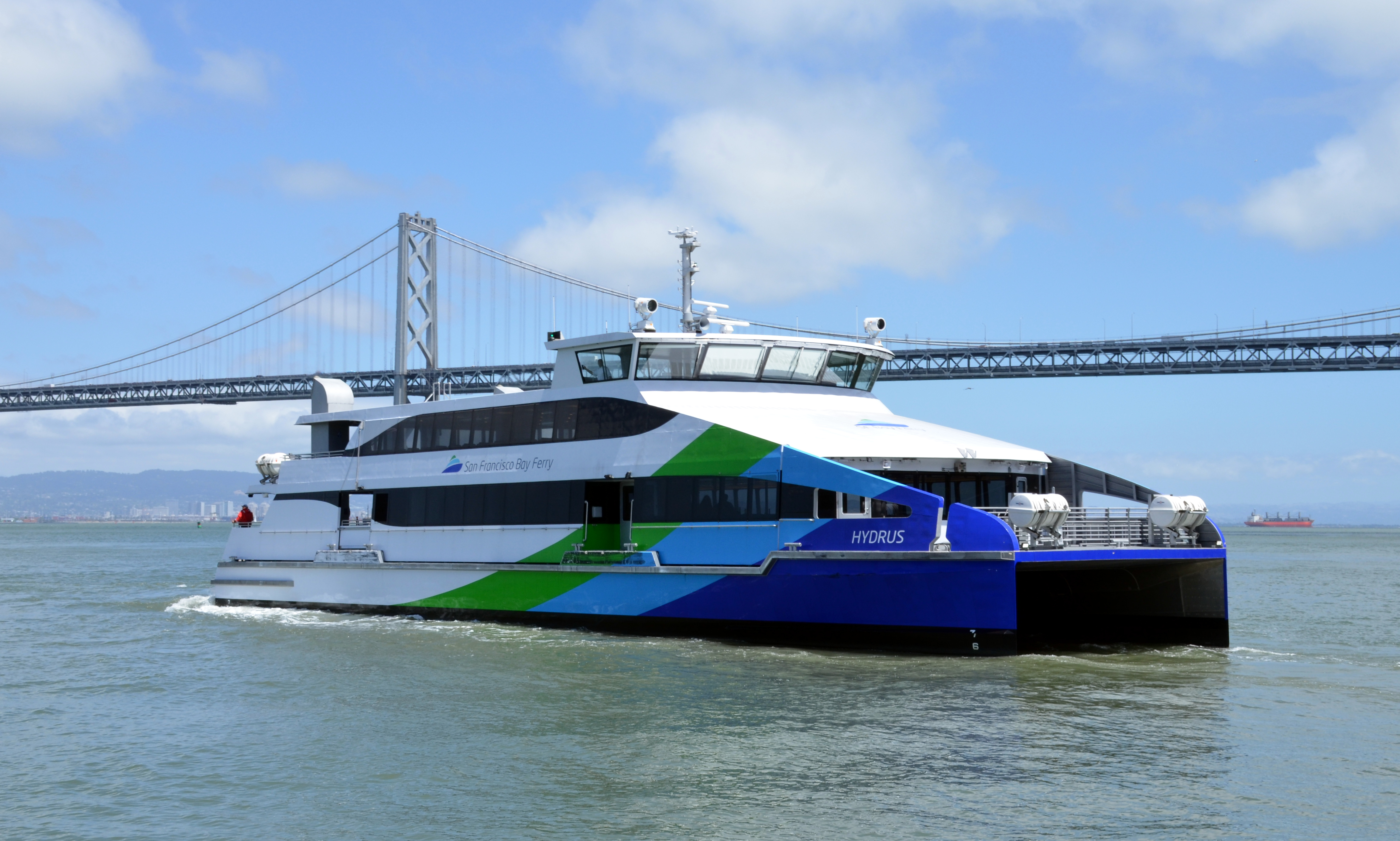
De Hydrus vaart uit

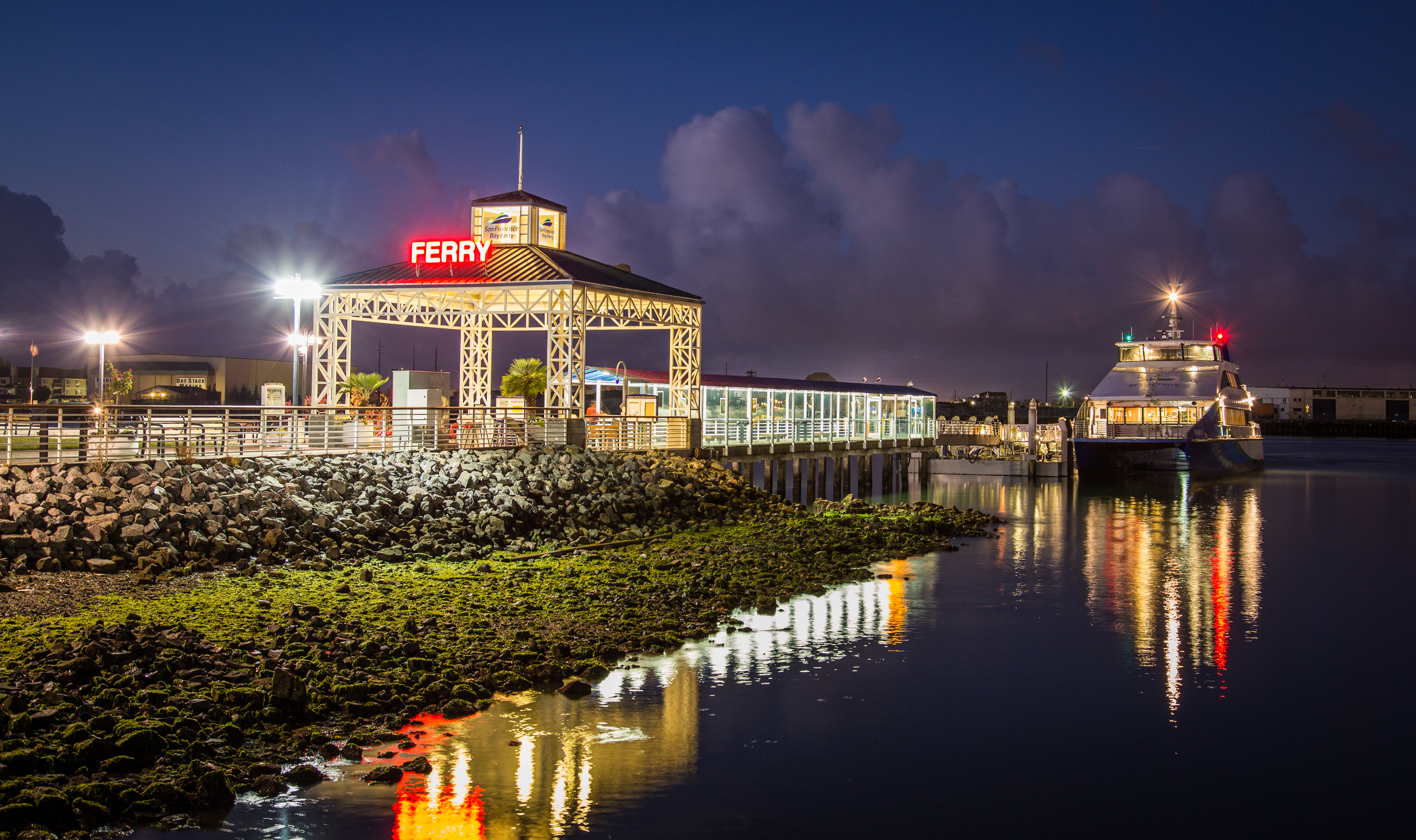
De Oakland Ferry Terminal

De San Francisco Bay Ferry is een openbare veerdienst in de Baai van San Francisco. De San Francisco Bay Area Water Emergency Transportation Authority (WETA), een regionaal openbaarvervoersagentschap opgericht door de staat Californië, besteedt de uitbating van de veerdiensten uit aan Blue & Gold Fleet, die nog veerdiensten verzorgt in het gebied. Begin 2018 voeren er op een gemiddelde weekdag 8600 passagiers mee. Eind 2018 waren er 14 veerboten in dienst.

## Routes
De San Francisco Bay Ferry telt 5 routes voor pendelaars:
- Alameda Harbor Bay: tussen de Harbor Bay Ferry Terminal op Bay Farm Island in Alameda en het Ferry Building in San Francisco
- Alameda/Oakland: tussen de Oakland Ferry Terminal in Oakland, de Main Street Terminal in Alameda en het Ferry Building (en soms ook Pier 41 in San Francisco)
- Richmond: tussen Richmond Ferry Terminal in Richmond en het Ferry Building
- South San Francisco: tussen de South San Francisco Ferry Terminal in South San Francisco, de Main Street Terminal in Alameda en de Oakland Ferry Terminal
- Vallejo/Mare Island: tussen Mare Island Ferry Terminal op Mare Island, Vallejo Ferry Terminal in Vallejo en het Ferry Building (en soms ook Pier 41)

Als de San Francisco Giants thuis spelen in het AT&T Park, worden extra veerboten ingelegd vanuit Vallejo, Oakland en Alameda naar de China Basin Ferry Terminal in de buurt van het stadion.
Veren naar Marin County worden door een andere firma aangeboden, Golden Gate Ferry.